# Padrenostro
Padrenostro è un film del 2020 diretto da Claudio Noce.
Il film trae ispirazione dall'attentato del 14 dicembre del 1976 al vicequestore Alfonso Noce, padre del regista, da parte dei Nuclei Armati Proletari, in cui persero la vita il poliziotto Prisco Palumbo e il terrorista Martino Zicchitella.

## Trama
2020, metropolitana di Roma: si verifica un blackout. Mentre tutti i passeggeri evacuano la stazione, un uomo si ferma sulle scale a corto di fiato, in preda al panico. Incrocia lo sguardo con un altro uomo e i due sembrano riconoscersi.
Nella Roma del 1976, durante gli anni di piombo, la vita del ragazzo di dieci anni Valerio, figlio del commissario Alfonso Le Rose, viene sconvolta quando assiste con la madre Gina all'attentato ai danni di suo padre Alfonso, funzionario di polizia, da parte di un commando di terroristi dei NAP, restando ferito. Valerio segue la madre fino in strada: mentre lei soccorre il marito, il bambino incrocia lo sguardo con uno degli attentatori, il quale pochi attimi dopo esala l’ultimo respiro.
Quell'estate, mentre il quotidiano di tutta la famiglia è ancora pesantemente condizionato dall'accaduto, Valerio fa la conoscenza e diventa amico di Christian, un enigmatico ragazzino poco più grande di lui. In verità per tutto il film non è chiaro se Christian sia un amico immaginario, un parto della fantasia di Valerio, oppure se sia reale; e i successivi sviluppi narrativi mantengono volutamente l'ambiguità sulla natura fantasmatica o reale di Christian.
Valerio inizia a frequentare Christian sempre più spesso, arrivando un giorno a uscire prima da scuola: viene ritrovato sotto casa dal padre mentre, utilizzando dei gessetti colorati, sta spiegando all'amico (che intanto si è dileguato) la dinamica dell'attentato. I genitori, che inizialmente erano convinti che i figli non sapessero nulla, capiscono che Valerio è rimasto traumatizzato dall'accaduto, e decidono quindi di partire per le vacanze ed andare dalla famiglia del padre in Calabria.
Durante il viaggio Alfonso decide di mettersi al volante per tranquillizzare i figli, ma si imbattono in una coda in una galleria. Valerio, temendo una nuova sparatoria, in preda ad un attacco di panico, scende  dalla macchina e inizia a percorrere la galleria a piedi. Viene raggiunto dal padre che lo tranquillizza e lo riporta in auto. Giunti in Calabria, la famiglia Le Rose è ospite della famiglia del commissario. Dopo una giornata al mare, Valerio scopre che Christian lo ha raggiunto: sotto pressione dell'amico, gli troverà un materasso sul quale dormire (oltre che una bottiglia di vino). I due si vedono in segreto per qualche giorno finché, nel piazzale davanti a casa, Alfonso non vedrà Christian e gli offrirà ospitalità.
La vacanza prosegue tranquillamente finché il commissario Le Rose non viene informato di un comunicato dei NAP in cui annunciano che lui è il loro bersaglio: il commissario decide quindi di portare la famiglia e Christian in una gita fuori porta, seguito dalla scorta. Durante la gita, però, Alfonso nota che una moto lo sta inseguendo e cercando di affiancare. Decide di fermarsi e prendere aria, con la scusa di voler passeggiare in mezzo ai boschi. All'uscita del bosco, trovano un folto gruppo di amici e parenti del commissario ad aspettarli: inizia quindi una festa in famiglia, che culminerà in una partita di calcetto tra Alfonso, Christian, Valerio e uno zio. Durante tale partita, Alfonso calpesta il piede di Valerio, infortunandolo, e lo porterà quindi da un amico a farlo medicare.
Passano i giorni e Valerio e Christian vengono invitati dal padre di Valerio a fare una gita in barca su una spiaggia dove egli andava col padre. Durante tale gita Christian, notate delle cicatrici sulla schiena, chiede ad Alfonso come ci si senta "ad essere sparati". Mentre Alfonso si concede un bagno, i due ragazzi litigano per una canna da pesca, e Valerio scaraventa Christian in acqua, il quale non sapendo nuotare avrebbe rischiato di affogare se non fosse stato prontamente salvato da Alfonso. Al rientro in casa, mentre Christian va a farsi una doccia, Valerio fruga nel borsello dell'amico e rinviene un articolo di giornale risalente al giorno dell'attentato e una foto del compleanno di Christian, in cui riconosce nel padre l'attentatore che ha visto morire sotto casa sua. Capita la gravità della situazione, cerca subito di chiarirsi con il ragazzo, che nel frattempo è scappato dalla finestra del bagno lasciando la doccia aperta.
Christian si trova su una scogliera e, una volta raggiunto da Valerio, gli chiede se lo odia e gli tende la mano in segno di distensione, scoppiando poi in una risata di difficile interpretazione. Alfonso, che nel frattempo cercava il figlio, trova sua figlia che gli mostra il giornale e la fotografia. Molto allarmato, Alfonso raggiunge in macchina la scogliera. Christian scompare dalla scena, e Alfonso e Valerio rimangono soli sulla scogliera con il padre in preda al panico, come il figlio poche settimane prima in galleria.
Tornati nel 2020, Valerio riconosce Christian: i due si tendono la mano ed escono per strada. Nell'inquadratura finale, le versioni giovani di Valerio e Christian corrono e ridono facendosi largo tra la folla.

## Produzione
Per la personalità e le esperienze del personaggio di Valerio, Claudio Noce si è ispirato a suo fratello, che all'età di 11 anni assistette dal balcone all'attentato al padre. Il personaggio di Noce, che all'epoca dei fatti aveva due anni, era inizialmente presente in vari modi in fase di sceneggiatura, per poi essere rimosso per non complicare eccessivamente la trama.
La scena in cui Valerio osserva il padre dormire è una citazione del regista sia al Cristo morto di Mantegna sia al film di Andrej Zvjagincev Il ritorno.
Le riprese del film sono iniziate il 29 luglio 2019 a Roma, per poi spostarsi in Calabria, nella Sila e sulle coste tirrenica e ionica.

## Promozione
Il primo trailer del film viene diffuso il 6 agosto 2020.

## Distribuzione
Il film è stato presentato in anteprima il 4 settembre 2020 in concorso alla 77ª Mostra internazionale d'arte cinematografica di Venezia, e distribuito nelle sale cinematografiche italiane da Vision Distribution a partire dal 24 settembre 2020.

## Accoglienza

### Incassi
Nel primo fine settimana di programmazione in Italia il film si è posizionato al secondo posto del botteghino, alle spalle de Il giorno sbagliato, risultando però primo come numero di ingressi.

### Critica
Per Pedro Armocida de il Giornale è «il film che più di ogni altro restituisce, con dialoghi perfetti e una messa in scena minuziosa, il punto di vista di un ragazzino nato nella prima metà degli anni '70». Negativo invece il giudizio di Paolo Mereghetti sul Corriere della Sera: «Il dramma del terrorismo non viene scavato in profondità dal regista, e una messa in scena approssimativa, che non sa evitare cadute di stile, perde l'occasione di riflettere su come i bambini fanno i conti con la forza della realtà.»

## Riconoscimenti
- 2020 - Mostra internazionale d'arte cinematografica[6][10][11]
  - Coppa Volpi per la migliore interpretazione maschile a Pierfrancesco Favino
  - Miglior capo macchinista a Raffaele Alletto
  - In competizione per il Leone d'oro al miglior film
- 2021 - Capri, Hollywood - The International Film Festival[12]
  - Capri Art Award a Claudio Noce
- 2021 - David di Donatello[13]
  - Candidatura per la migliore autore della fotografia a Michele D'Attanasio
- 2021 - Globo d'oro[14]
  - Miglior colonna sonora a Mattia Carratello e Stefano Ratchev
- 2021 - Nastro d'argento[15][16]
  - Migliore soggetto a Enrico Audenino e Claudio Noce
  - Candidatura per il migliore attore protagonista a Pierfrancesco Favino
  - Candidatura per il migliore sonoro a Valentino Giannì
- 2021 - Pellicola d'Oro
  - Migliore creatore di effetti sonori a Massimiliano Prezioso[17]